# 东京玫瑰 (专辑)
| 評論得分 | 評論得分 |
| 來源     | 評分     |
| -------- | -------- |
| AllMusic | [ 1 ]    |

《东京玫瑰》（Tokyo Rose），是1989年美国音乐家凡·戴克·帕克斯的专辑。此专辑关注了日美文化间的交集点，此点在1980年代那激烈的“贸易战”中尤为突出。此二文化的交集点在专辑曲目《美国》（America）被格外突显，此《美丽的阿美利加》改编曲加入大量日本音乐的五聲音階，且在演奏用乐器中，除正常的西洋乐器外，另添加了诸如日本琵琶、日本筝的传统日本乐器。

## 曲目列表
除曲目一外，全部曲目均由凡·戴克·帕克斯谱写。曲目已处公有领域，但由帕克斯改编、编曲；曲目十的日语歌词由艾米·古本创作。
1. "America" （美国）– 3:47
2. "Tokyo Rose" （东京玫瑰）– 5:08
3. "Yankee Go Home" （扬基回家）(丹尼·赫顿（英语：Danny Hutton）演唱) – 6:27
4. "Cowboy" （牛仔）– 4:35
5. "Manzanar" （曼赞纳）– 6:02
6. "Calypso" （卡里普索）(飯島真理演唱) – 4:27
7. "White Chrysanthemum" （白菊）– 4:00
8. "Trade War" （贸易战）– 4:40
9. "Out of Love" （不再爱）– 3:18
10. "One Home Run" – 4:00

## 工作人員
- Van Dyke Parks（英语：Van Dyke Parks） – 演唱、贝斯
- Todd Hayen – 管弦乐编曲家、指挥
- Osamu Kitajima（英语：Osamu Kitajima） – 日本琵琶、日本筝
- Masakazu Yoshizawa（英语：Masakazu Yoshizawa） – 尺八
- Bobby King（英语：Bobby King） – 演唱
- Syd Straw（英语：Syd Straw） – 演唱
- Kathy Dalton – 演唱
- Israel Baker（英语：Israel Baker） – 首席小提琴手
- Dennis Budimir – 吉他
- Julie Christensen（英语：Julie Christensen） – 演唱
- Terry Evans（英语：Terry Evans (musician)） – 演唱
- William "Bill" Greene – 演唱
- Danny Hutton（英语：Danny Hutton） – 演唱
- Hiromitsu Katada – 日本传统打击乐
- Buell Neidlinger（英语：Buell Neidlinger） – 贝斯
- Akira Tana – 鼓
- Mike Watts – 编曲
- Arnold McCuller（英语：Arnold McCuller） – 演唱
- 飯島真理 – 演唱
- Brian Otto – 吉他
- Lisa Popeil（英语：Lisa Popeil） – 演唱